# Mercedes AMG F1 W09 EQ Power+
La Mercedes AMG F1 W09 EQ Power+ è una monoposto di Formula 1 realizzata dalla Mercedes, per gareggiare nel campionato mondiale di Formula 1 2018. La vettura è guidata dal quattro volte campione del mondo uscente Lewis Hamilton e dal finlandese Valtteri Bottas ed è stata presentata il 22 febbraio 2018.
Oltre allo sviluppo del telaio AMG F1 W09 EQ Power +, Mercedes ha annunciato l'intenzione di riprogettare completamente la propria power unit di potenza per il campionato 2018 per garantire uno sviluppo continuo fino alla prossima generazione di motori in programma per il debutto nel 2021.
La monoposto fa il suo debutto alle competizioni durante il Gran Premio d'Australia 2018, primo round della stagione. Dopo aver partecipato a tutte le 21 tappe del Campionato mondiale di Formula 1 2018, viene utilizzata per l'ultima volta durante il Gran Premio di Abu Dhabi 2018. Con questa vettura Hamilton conquista il suo quinto titolo iridato, il secondo consecutivo, mentre la Mercedes ottiene la quinta vittoria consecutiva del titolo Costruttori. La Mercedes W09 è stata nel corso della stagione la vettura più costante e quella che si è sviluppata meglio nel corso dell'anno. La Mercedes ha ottenuto in 21 Gran Premi: undici vittorie (tutte con Hamilton), tredici pole (11 Hamilton, 2 Bottas) e 10 giri veloci (7 Bottas, 3 Hamilton), otto prime file e quattro doppiette.
La Mercedes con questo successo è diventata la seconda scuderia nella storia a vincere sia il titolo Piloti che il titolo Costruttori per cinque anni consecutivi, un risultato che precedentemente aveva raggiunto solo la Ferrari tra il 2000 e il 2004.

## Livrea
La livrea mantiene la stessa colorazione dell'anno precedente. Per quanto riguarda gli sponsor si è aggiunto Tommy Hilfiger, che fornirà l'abbigliamento ai piloti e sarà presente sulla vettura stessa. Il nuovo dispositivo di sicurezza, Halo, è di colore nero.

## Caratteristiche

### Configurazione iniziale
La nuova vettura del team di Brackley affina e perfeziona concetti già utilizzati dalla sua progenitrice, la W08, con alcune sostanziali modifiche. Partendo dal muso, l'ala anteriore rimane simile alla precedente monoposto, rimanendo molto stretta. Questa soluzione favorisce l’afflusso d'aria esternamente ai piloni di sostegno, con il flusso che attraversa dei convogliatori di flusso prima di giungere al corpo della vettura. Lo schema sospensivo anteriore è rimasto di tipo push rod con terzo elemento idraulico. Gli ingegneri della Mercedes hanno inoltre mantenuto la distanza fra il triangolo inferiore e quello superiore e il collegamento a pivot tra triangolo superiore e portamozzo, il che consente di influenzare di meno il flusso che arriva alle bocche dei radiatori. Confermato anche il sistema dell'S-Duct che prevede una presa d'aria di ingresso in una posizione molto avanzata. L'utilità di tale sistema è quello di espellere l'aria turbolenta sotto forma di flusso laminare.
Passando al corpo centrale della vettura si può vedere come le bocche dei radiatori siano leggermente meno ampie rispetto alla W08, ma posizionate più in alto e presentano coni anti intrusione scorporati. Il nuovo dispositivo di sicurezza, Halo, non è dotato di particolari carenature. L'airscope (tunnel dell’aria sopra la testa del pilota) rimane invariato rispetto alla scorsa stagione. Le fiancate sono strette e filanti, il che fa capire come la Power Unit della stella a tre punte sia allo stesso tempo potente e poco ingombrante. Il passo della vettura rimane invariato.

#### Aggiornamento di Spielberg
Mercedes ha cambiato concetto aerodinamico nella parte iniziale delle pance; il team ha spostato queste ultime qualche centimetro più indietro per migliorare l'interazione tra la parte centrale della vettura e i flussi in arrivo dall'anteriore. In questo modo si migliora l’efficienza aerodinamica e, quindi, di ridurre la resistenza all’avanzamento per aumentare le velocità massime e ridurre i consumi. La portata di aria per i radiatori è aumentata, così come l’estrazione dalla coda di quella calda: è questo il motivo per cui la Mercedes ha mantenuto pance molto rastremate. Altra novità è il nuovo specchietto dotato di un supporto aventi funzioni aerodinamiche. È stato introdotto anche un nuovo bargeboard che ha la funzione di deviare l'aria verso la parte superiore del fondo vettura. La rivoluzione non si è limitata alla parte centrale della Mercedes: la squadra ha prestato molta attenzione anche alla parte posteriore della vettura, introducendo una nuova paratia laterale dell’ala posteriore.

#### Aggiornamento di Spa-Francochamps
Mercedes porta nel Gran Premio del Belgio un update che riguarda diverse aree della vettura per cercare l'affondo decisivo sulla Ferrari. Le modifiche hanno coinvolto l’ala anteriore, con lo sdoppiamento della bandella verticale soffiata posta ai lati degli upper flaps per poter schermare maggiormente le ruote anteriori dai flussi che su piste veloci aumentano. Un'altra importante novità riguarda i nuovi cerchioni che presentano nella parte interna delle nervature che dovrebbero permettere un migliore smaltimento dell’aria calda e delle polveri di carbonio. Inoltre potrebbero svolgere la funzione di vere e proprie alettature, per smaltire in maniera più efficace il calore generato dagli pneumatici, e dunque evitare anche il loro surriscaldamento.

### Power Unit
La prima unità endotermica è stata utilizzata per i primi sette Gran Premi. In Francia la Mercedes ha portato la seconda Power Unit. Dopo iI gran premio di Austria a seguito del doppio ritiro e di un possibile guasto del motore di Bottas, la Mercedes ha sostituito il motore del finlandese per il Gran Premio di Gran Bretagna. Per il Gran Premio del Belgio la Mercedes porta la specifica numero 3 della Power Unit in grado di assicurare una potenza aggiuntiva di 15 cavalli abbinata ad un nuovo carburante della Petronas.

## Scheda tecnica
| Caratteristiche tecniche - Mercedes AMG F1 W09 EQ Power+        | Caratteristiche tecniche - Mercedes AMG F1 W09 EQ Power+           | Caratteristiche tecniche - Mercedes AMG F1 W09 EQ Power+           | Caratteristiche tecniche - Mercedes AMG F1 W09 EQ Power+                                                  | Caratteristiche tecniche - Mercedes AMG F1 W09 EQ Power+                                                  | Caratteristiche tecniche - Mercedes AMG F1 W09 EQ Power+                                                  |
| --------------------------------------------------------------- | ------------------------------------------------------------------ | ------------------------------------------------------------------ | --- | --- | --- |
|                                                                 |                                                                    |                                                                    | | | |
| Configurazione                                                  |                                                                    |                                                                    | | | |
| Carrozzeria: monoposto                                          | Carrozzeria: monoposto                                             | Posizione motore: centrale                                         | Posizione motore: centrale                                                                                | Trazione: posteriore                                                                                      | Trazione: posteriore                                                                                      |
| Dimensioni e pesi                                               |                                                                    |                                                                    | | | |
| Ingombri (lungh.×largh.×alt. in mm): 5000 mm × 2000 mm × 950 mm | Ingombri (lungh.×largh.×alt. in mm): 5000 mm × 2000 mm × 950 mm    | Ingombri (lungh.×largh.×alt. in mm): 5000 mm × 2000 mm × 950 mm    | Ingombri (lungh.×largh.×alt. in mm): 5000 mm × 2000 mm × 950 mm                                           | Diametro minimo sterzata:                                                                                 | Diametro minimo sterzata:                                                                                 |
| Interasse: 3680 mm                                              | Interasse: 3680 mm                                                 | Carreggiate: anteriore ? - posteriore ? mm                         | Carreggiate: anteriore ? - posteriore ? mm                                                                | Altezza minima da terra:                                                                                  | Altezza minima da terra:                                                                                  |
| Posti totali: 1                                                 | Posti totali: 1                                                    | Bagagliaio:                                                        | Bagagliaio:                                                                                               | Serbatoio: 105 kg                                                                                         | Serbatoio: 105 kg                                                                                         |
| Masse                                                           | / in ordine di marcia: 733 kg                                      | / in ordine di marcia: 733 kg                                      | / in ordine di marcia: 733 kg                                                                             | / in ordine di marcia: 733 kg                                                                             | / in ordine di marcia: 733 kg                                                                             |
| Meccanica                                                       |                                                                    |                                                                    | | | |
| Tipo motore: Mercedes-AMG M09 EQ Power+ V6                      | Tipo motore: Mercedes-AMG M09 EQ Power+ V6                         | Tipo motore: Mercedes-AMG M09 EQ Power+ V6                         | Cilindrata: 1600 cm³                                                                                      | Cilindrata: 1600 cm³                                                                                      | Cilindrata: 1600 cm³                                                                                      |
| Distribuzione: pneumatica                                       | Distribuzione: pneumatica                                          | Distribuzione: pneumatica                                          | Alimentazione:                                                                                            | Alimentazione:                                                                                            | Alimentazione:                                                                                            |
| Accensione: elettronica Magneti Marelli statica                 | Accensione: elettronica Magneti Marelli statica                    | Accensione: elettronica Magneti Marelli statica                    | Impianto elettrico: Magneti Marelli                                                                       | Impianto elettrico: Magneti Marelli                                                                       | Impianto elettrico: Magneti Marelli                                                                       |
| Frizione: levetta posizionata sul volante                       | Frizione: levetta posizionata sul volante                          | Frizione: levetta posizionata sul volante                          | Cambio: longitudinale Mercedes, 8 marce + retromarcia, con comando semiautomatico elettronico sequenziale | Cambio: longitudinale Mercedes, 8 marce + retromarcia, con comando semiautomatico elettronico sequenziale | Cambio: longitudinale Mercedes, 8 marce + retromarcia, con comando semiautomatico elettronico sequenziale |
| Telaio                                                          |                                                                    |                                                                    | | | |
| Corpo vettura                                                   | in materiale composito a nido d'ape con fibra di carbonio          | in materiale composito a nido d'ape con fibra di carbonio          | in materiale composito a nido d'ape con fibra di carbonio                                                 | in materiale composito a nido d'ape con fibra di carbonio                                                 | in materiale composito a nido d'ape con fibra di carbonio                                                 |
| Sospensioni                                                     | anteriori: push-rod / posteriori: pull rod                         | anteriori: push-rod / posteriori: pull rod                         | anteriori: push-rod / posteriori: pull rod                                                                | anteriori: push-rod / posteriori: pull rod                                                                | anteriori: push-rod / posteriori: pull rod                                                                |
| Freni                                                           | anteriori: Freni a disco Brembo / posteriori: Freni a disco Brembo | anteriori: Freni a disco Brembo / posteriori: Freni a disco Brembo | anteriori: Freni a disco Brembo / posteriori: Freni a disco Brembo                                        | anteriori: Freni a disco Brembo / posteriori: Freni a disco Brembo                                        | anteriori: Freni a disco Brembo / posteriori: Freni a disco Brembo                                        |
| Pneumatici                                                      | Pirelli / Cerchi: O.Z. da 13 in                                    | Pirelli / Cerchi: O.Z. da 13 in                                    | Pirelli / Cerchi: O.Z. da 13 in                                                                           | Pirelli / Cerchi: O.Z. da 13 in                                                                           | Pirelli / Cerchi: O.Z. da 13 in                                                                           |
| Prestazioni dichiarate                                          |                                                                    |                                                                    | | | |
| Consumi                                                         | 2kg/giro                                                           | 2kg/giro                                                           | 2kg/giro                                                                                                  | 2kg/giro                                                                                                  | 2kg/giro                                                                                                  |

## Carriera agonistica

### Test
Il giorno della presentazione, il 22 febbraio, la nuova vettura del team anglo-tedesco ha effettuato i primi giri in pista a Silverstone per il filming day con Valtteri Bottas. Le prime quattro giornate di test a Barcellona sono positive per la Mercedes: durante il primo giorno Bottas è il pilota più veloce con gomme medie, mentre il quarto giorno di test è Hamilton ad essere il più veloce in assoluto con gomme medie con il tempo di 1'19"333. Nelle altre quattro giornate di test il team di Brackley si concentra maggiormente sulle simulazioni del passo gara piuttosto che alla prestazione. Il 15 e il 16 maggio dopo il Gran Premio di Spagna, si tiene il terzo test a Barcellona, in cui girano rispettivamente Hamilton e Bottas. In particolare Bottas ottiene nella sua giornata il miglior tempo in 1'16"904 con gomme supermorbide. A fine maggio la Mercedes è in pista al Circuito Paul Ricard per due giorni di test sul bagnato con il giovane pilota George Russell. Il 31 luglio e il primo agosto la Mercedes prende parte ai test all'Hungaroring sempre con Russell a guidare la W09. Nella seconda giornata di test è il pilota ad ottenere il miglior tempo con il tempo di 1'15"575 con gomme hypersoft che segna anche il record non ufficiale della pista.

### Stagione

#### Trittico extraeuropeo
Nel Gran Premio stagionale di apertura, in Australia, in qualifica Hamilton realizza la sua pole numero 73. Bottas, invece a causa di un errore all'inizio della Q3 va a muro dopo la prima curva. Sarà costretto a partire quindicesimo in gara dopo essere stato arretrato di cinque posizioni in griglia di partenza per la sostituzione del cambio danneggiato nell'incidente. È la prima volta dall'inizio dell'era ibrida che entrambe le due Mercedes non riescono a partire dalle prime tre posizioni a Melbourne. In gara il pilota britannico della Stella a tre punte riesce a mantenere la testa della gara per 28 giri. Al ventottesimo giro, infatti entra la Safety car che favorisce il ferrarista Sebastian Vettel che passa così in testa. Hamilton non riuscirà più a sopravanzare il pilota tedesco concludendo secondo. Bottas è autore di diversi sorpassi, tra cui quelli ai danni di Esteban Ocon, Sergio Pérez e Stoffel Vandoorne, e grazie anche ad una buona strategia con la complicità della vettura di sicurezza conclude ottavo.
In Bahrein Bottas si qualifica terzo per la gara mentre Hamilton è costretto a partire nono a causa di una penalità di cinque posizioni sulla griglia di partenza per la sostituzione del cambio già parzialmente danneggiato nelle fasi finali del Gran Premio australiano. In gara il finlandese riesce a superare al via Kimi Räikkönen mettendosi alle spalle di Sebastian Vettel. Hamilton, invece, comincia la sua rimonta partendo con gomme soft per allungare il suo stint; durante questa fase il pilota britannico si rende autore di alcuni sorpassi tra cui il triplo su Nicolas Hülkenberg, Esteban Ocon e Fernando Alonso. Nella seconda parte della gara il pilota finlandese della Mercedes si avvicina a Vettel ma non riesce nel sorpasso nonostante quest'ultimo abbia una gomma soft con uno stint di oltre trenta giri. Hamilton invece riesce a chiudere la gara sul gradino più basso del podio.

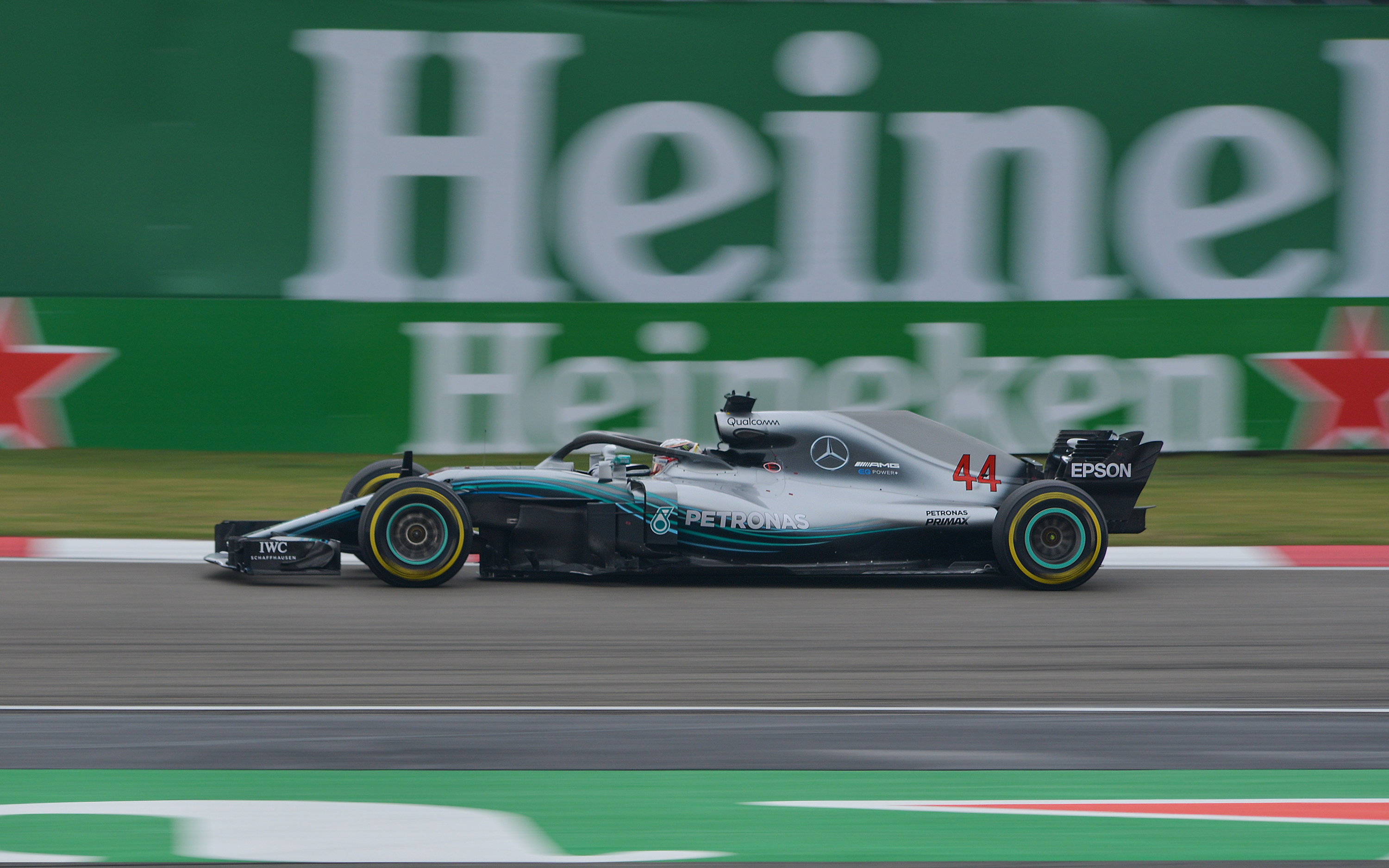
Lewis Hamilton durante le qualifiche in Cina

Nel terzo appuntamento iridato a Shanghai le due Frecce d'Argento conquistano la seconda fila in qualifica con Bottas terzo e Hamilton quarto. Al via del Gran Premio il pilota finlandese riesce a superare il suo connazionale Räikkönen mentre Hamilton viene sorpassato da Max Verstappen che monta gomme più morbide del britannico. Al giro 19 Bottas effettua la sua prima sosta realizzando così l'undercut su Vettel. Al trentesimo giro in seguito ad una Safety Car le due Red Bull montano le gomme soft con le quali riescono a realizzare una splendida rimonta: Daniel Ricciardo è autore di due sorpassi su Bottas e Hamilton che gli consentono di vincere la gara. I due alfieri della Mercedes si piazzeranno rispettivamente secondo e quarto.

#### Gran Premi europei e Gran Premio del Canada

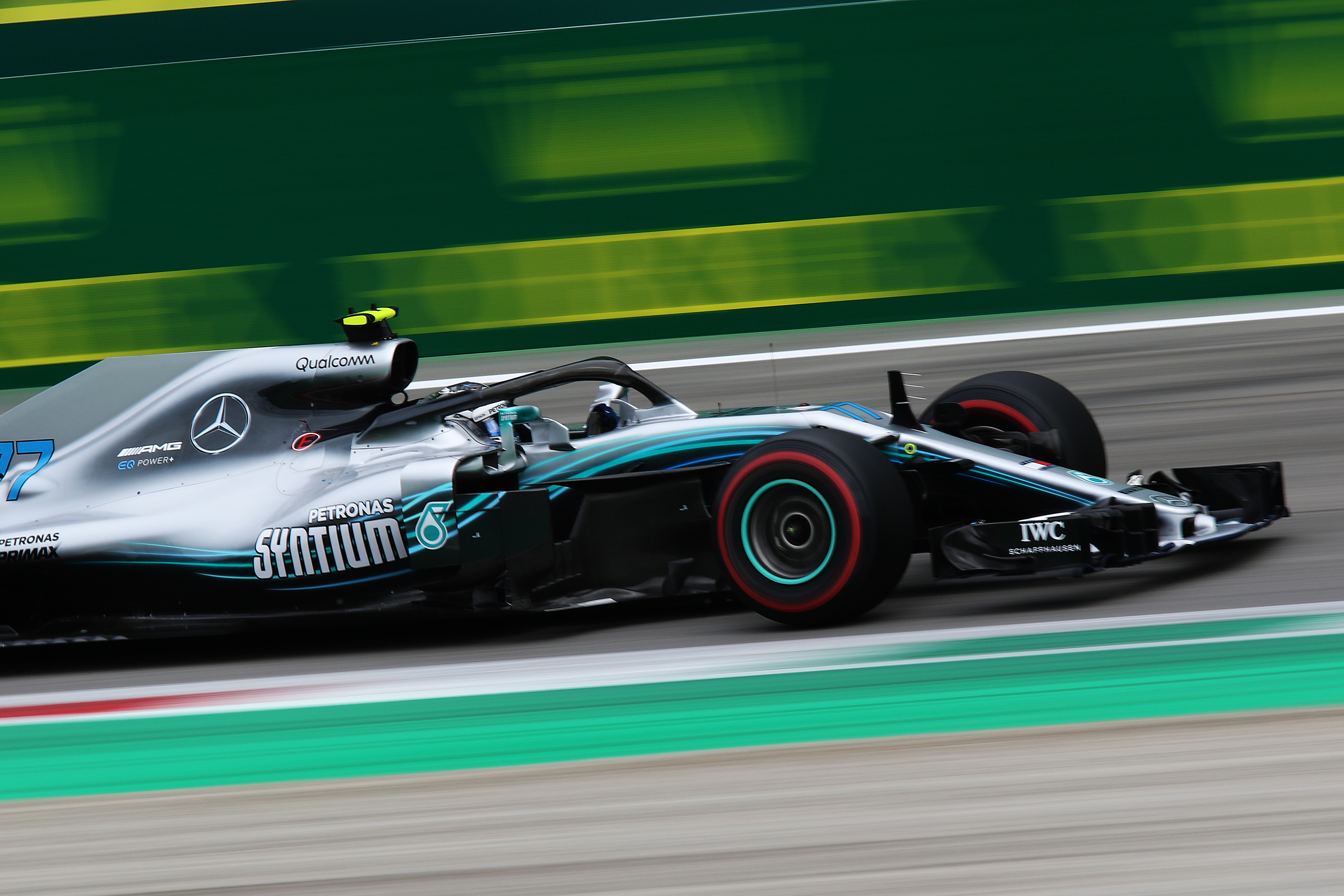
Valtteri Bottas al Gran Premio d'Italia

Nel successivo Gran Premio d'Azerbaigian le due Mercedes scattano dalla seconda e terza piazza dietro alla Ferrari di Sebastian Vettel. Le prime posizioni rimangono invariate nelle prime fasi della gara, fino a quando Valtteri Bottas riesce a prendere il comando effettuando il pit-stop durante il regime di safety car. Successivamente anche Hamilton supera Vettel approfittando di un errore in frenata del tedesco. A 2 giri dalla fine Bottas è costretto al ritiro per una foratura causata da un detrito, lasciando a Lewis Hamilton la vittoria del Gran Premio. L'inglese prende per la prima volta la testa del campionato con 70 punti, 4 in più di Vettel. Nella classifica Costruttori, invece c'è il controsorpasso della Ferrari che ottiene la leadership.
In Spagna Hamilton ottiene la seconda pole stagionale con Bottas che completa la prima fila. In gara durante la partenza il pilota finlandese viene subito sopravanzato da Vettel, con Hamilton che invece mantiene la prima posizione. Il passo gara del pilota britannico sarà sempre superiore a quello di tutte le altre vetture per tutto il resto del Gran Premio. Per superare il pilota ferrarista, la Mercedes prova un tentativo di undercut con Bottas che però fallisce. Tuttavia durante una Virtual Safety Car, Vettel sarà richiamato ai box per una seconda sosta, mentre Bottas rimarrà in pista fino alla fine della gara. Il Gran Premio si conclude con la prima doppietta stagionale della Mercedes che diventa così leader sia nella Classifica Costruttori che in quella Piloti.
A Monaco le Frecce d'Argento patiscono la configurazione del circuito cittadino non adatto alle caratteristiche della vettura del team di Brackley. In qualifica Hamilton ottiene la terza posizione non riuscendo a superare Vettel nel giro secco a causa di un errore. Bottas invece parte quinto. In gara le posizioni dei primi piloti resteranno congelate fino alla fine della gara. In Canada Valtteri ed Hamilton concludono secondo e quinto, con Vettel che vince il Gran Premio, ritornando leader del Campionato Piloti. Tuttavia in Francia la Mercedes conquista la prima fila con Hamilton in pole. In partenza il britannico mantiene il comando, ma Bottas viene speronato da Vettel per cui il finlandese è costretto a rimontare dal 16º posto, terminando settimo. Lewis invece vince il Gran premio ritornando primo nel Campionato.

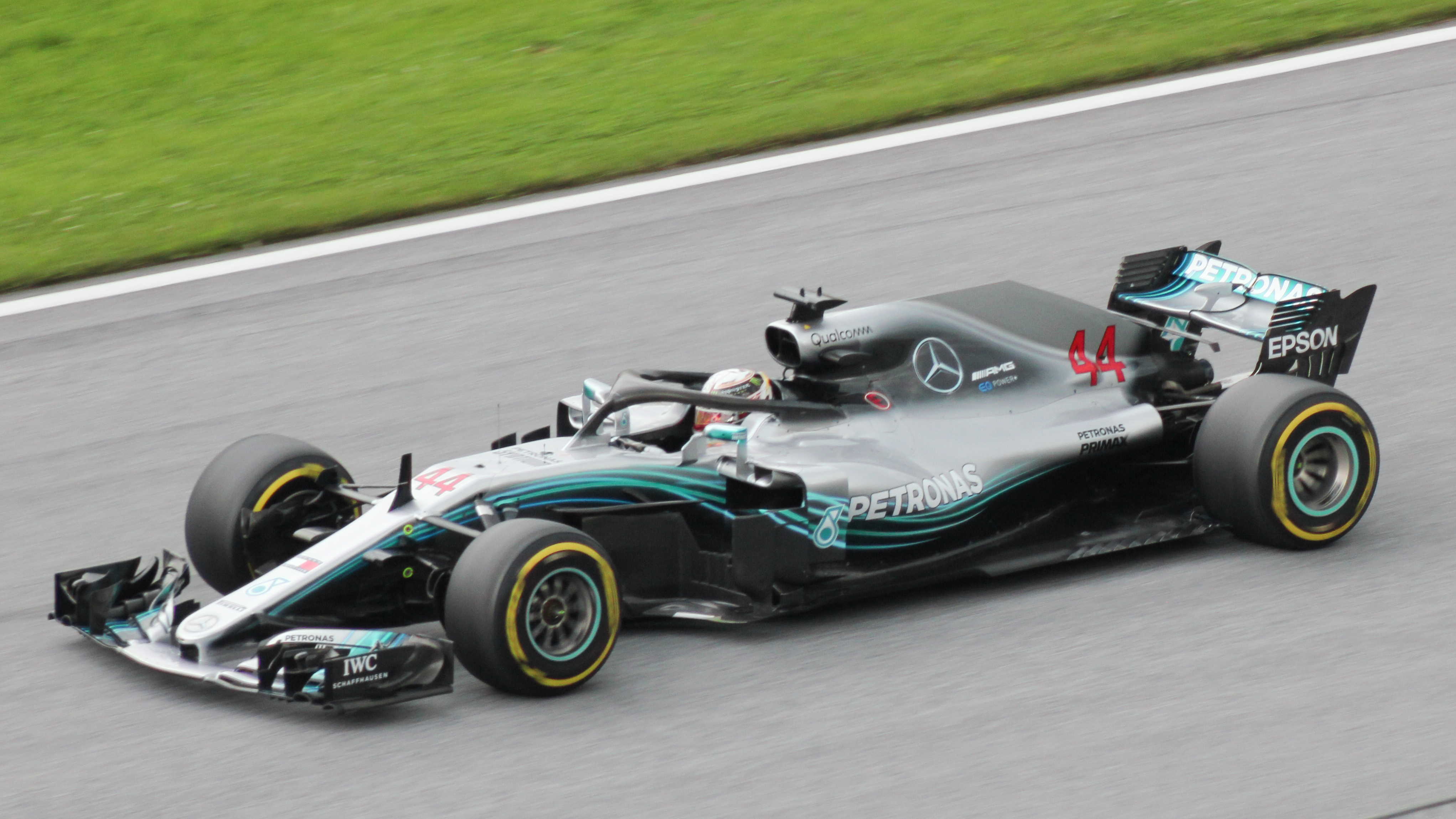
Lewis Hamilton durante il Gran Premio d'Austria

A Spielberg ancora una volta le due Mercedes conquistano la prima fila con Bottas che firma la sua prima pole stagionale. In partenza, Hamilton scatta meglio del suo compagno prendendo la testa della gara. Bottas viene superato nelle prime due curve da Räikkönen e da Verstappen, che poi verranno subito ripassati dal pilota Mercedes in curva 3. Al tredicesimo giro proprio il finlandese è costretto al ritiro a causa di un problema idraulico. Questo provoca il regime di Virtual Safety Car in cui l'unico a non fermarsi tra i piloti dei top team è Hamilton. Al giro 26 c'è la sosta del pilota inglese che a causa del mancato stop in precedenza si ritrova quarto alle spalle delle due Red Bull e di Räikkönen. Pochi giri dopo l'unico pilota Mercedes rimasto in pista sarà sorpassato da Vettel in curva 2. Al giro 52 Hamilton è costretto a una seconda sosta a causa di problemi di blistering. Dieci giri dopo il pilota britannico è costretto ad abbandonare la gara a causa di un problema a una pompa della benzina. Per la Mercedes è il primo doppio ritiro, per motivi esclusivamente tecnici, dal Gran Premio d'Italia 1955 (l'ultimo doppio ritiro risale al Gran Premio di Spagna 2016 per una collisione al primo giro). Per il pilota si conclude una striscia di 33 gare consecutive all'arrivo (iniziata nel Gran Premio del Giappone 2016), record in comune con Nick Heidfeld, ottenuto tra il 2007 e il 2009. Per Hamilton si conclude anche la striscia record di 33 arrivi consecutivi nei punti. La Mercedes perde così la leadership sia nel Campionato Costruttori che in quello Piloti.
Al Gran Premio di Gran Bretagna, Hamilton firma la sua settantaseiesima pole position e la sesta a Silverstone, un record assoluto. Bottas invece parte quarto. Al via della gara Hamilton viene subito sopravanzato da Vettel e dal compagno di squadra e tamponato da Räikkönen finendo ultimo. Il pilota britannico inizia quindi la sua rimonta che lo porta sesto, mentre Bottas cerca di raggiungere il leader della corsa Vettel. A seguito dell'incidente di Marcus Ericsson, entra in pista la Safety car e i due piloti del team Mercedes sono gli unici a non fermarsi tra i top team, mantenendo le gomme medie. In questo modo Bottas diventa primo mentre Hamilton si piazza in terza posizione. Alla ripresa della corsa, complice le gomme più fresche, al quarantacinquesimo giro, Vettel riesce a superare Bottas, che con le gomme molto usate sarà superato anche da Hamilton e da Räikkönen. Hamilton chiuderà la gara secondo mentre Bottas finisce quarta. È la prima volta che la Mercedes nell'era ibrida non conquista il GP di Gran Bretagna.
Nel successivo Gran Premio di Germania, Bottas parte secondo distanziato in qualifica di due decimi da Vettel. Hamilton, invece parte dal quattordicesimo posto a causa di un problema idraulico in Q1. In gara, mentre il pilota finlandese mantiene al via la seconda piazza, Hamilton inizia la sua rimonta che in pochi giri lo porta al quinto posto.
Al ritorno dalla pausa estiva, a Spa-Francorchamps, in una Q3 disputatasi sul bagnato, Hamilton ottiene la sua quinta pole in Belgio che lo fa diventare il pilota con il maggior numero di pole position conquistate su questo tracciato. Bottas conclude decimo, ma in gara sarà costretto a partire diciassettesimo a causa della sostituzione di tutte le componenti della sua Power Unit, avendo superato i limiti consentiti per ogni componente. In gara, il pilota britannico viene subito sopravanzato da Vettel sul rettilineo del Kemmel, mentre Bottas nonostante un leggero contatto iniziale con il pilota della Williams, Sergej Sirotkin, incomincia la sua rimonta. Al tredicesimo giro il pilota finnico entra in zona punti superando proprio il pilota russo. Al ventiduesimo giro Hamilton prova l'undercut su Vettel, ma essendo finito alle spalle di Max Verstappen, non riesce nel suo intento. Il pilota britannico non riuscirà più a riprendere il pilota della Ferrari finendo la sua gara secondo a undici secondi dal leader. Bottas riesce nel finale di gara a superare le due Force India e a concludere quarto nonostante una penalità di cinque secondi comminatagli per il contatto in partenza.
Nel successivo Gran Premio d'Italia, le due Frecce d'Argento partono in seconda fila dietro le Ferrari. Al via Hamilton riesce a superare Vettel alla Variante della Roggia portandosi secondo dopo un leggero contatto tra i due che fa finire il tedesco all'ultima posizione. Dopo una Safety Car, Hamilton supera alla prima chicane alla ripartenza anche Räikkönen il quale però si riprende la posizione subito dopo alla seconda variante. Successivamente al pit stop del Ferrarista ai box, Hamilton passa in testa. Räikkönen però dopo pochi giri si trova dietro il connazionale Bottas permettendo così a Hamilton di raggiungere in pochi giri i due finlandesi con gomme più fresche. Dopo la sosta Bottas si ritrova alle spalle di Verstappen e al giro 42 prova a sorpassarlo andando così a contatto. Al giro 45 Hamilton riesce a superare Räikkönen sul rettilineo principale e a vincere così la gara. Bottas chiude il Gran Premio sul gradino più basso del podio grazie ai cinque secondi di penalità comminati all'olandese della Red Bull a causa del precedente incidente dei due.

#### Gran Premi asiatici
A Singapore Hamilton ottiene la pole grazie a un giro pressoché perfetto, mentre Bottas parte quarto. In gara le posizioni dei due alfieri della Mercedes rimangono invariate fino alla bandiera a scacchi con Hamilton che ottiene la sua settima vittoria stagionale portando così il vantaggio su Vettel a 40 punti.
In Russia le due Mercedes monopolizzano la prima fila in qualifica con Bottas che parte dalla pole precedendo di quasi due decimi Hamilton. Al via il pilota finnico conquista la testa, mentre Hamilton deve proteggersi dall'attacco di Sebastian Vettel, mantenendo comunque la seconda posizione. Al giro 12 Bottas effettua il suo pit stop seguito il giro successivo da quello di Vettel, che così riesce a realizzare l'undercut su Hamilton che fermandosi al giro 14 rientra alle spalle del tedesco della Ferrari. Il pilota britannico attacca subito Vettel superandolo in curva 4 e riportandosi in seconda posizione.  Al comando ora si trova Kimi Räikkönen, davanti a Max Verstappen, a sua volta davanti a Bottas, Hamilton e Vettel. Kimi Räikkönen va al cambio gomme al giro 18, permettendo così a Verstappen di scalare al comando. Al venticinquesimo passaggio Bottas rallenta vistosamente, per far passare Hamilton al secondo posto. Hamilton cerca di passare in pista Verstappen, che comunque sarà costretto al cambio gomme. Il tentativo non va a buon fine, e il britannico prende il comando della gara solo al giro 43, quando l'olandese della Red Bull si ferma per il cambio gomme. Il pilota britannico ottiene così la settantesima vittoria in carriera.
A Suzuka è ancora una volta prima fila tutta Mercedes con Hamilton in pole. I due piloti della Stella a tre punte mantengono le loro posizioni al via e per gran parte della Gran Premio dove nessuno è in grado di impensierire Hamilton che mantiene sempre il comando della gara. Negli ultimi giri si accende la battaglia tra Bottas e Verstappen per la seconda posizione: il finlandese commette anche un errore all'ultima chicane, ma l'olandese non è capace di impensierirlo. Hamilton ottiene così la sua nona vittoria stagionale portando a 67 i punti di vantaggio su Vettel e con la possibilità di vincere già il Mondiale Piloti a Austin.

#### Gran Premi del Nuovo Continente e Gran Premio di Abu Dhabi
Negli Stati Uniti Hamilton ottiene la nona pole stagionale precedendo di pochi millesimi Sebastian Vettel, mentre Bottas si qualifica quarto; tuttavia partirà terzo a causa della penalità di tre posizioni sulla griglia di partenza comminate a Vettel. La domenica al via Kimi Räikkönen riesce a sopravanzare Hamilton grazie anche ad una gomma più morbida mentre Bottas mantiene la terza posizione. All'undicesimo giro, in regime di virtual safety car Hamilton effettua la sua sosta scendendo in terza posizione alle spalle del suo compagno di squadra che però presto rallenta per farlo ripassare secondo. Il pilota britannico, attorno al ventesimo giro, si avvicina a Kimi Räikkönen, che resiste a un primo attacco, per poi passare al cambio gomme. Alcuni giri più tardi Bottas si ferma rientrando alle spalle che si era già fermato. La gara è perciò comandata da Lewis Hamilton, seguito da Kimi Räikkönen, Max Verstappen, Valtteri Bottas e Sebastian Vettel. Hamilton soffre di un forte degrado degli pneumatici, tanto da venir richiamato ai box al giro 37. Risale primo Kimi Räikkönen, con Verstappen che si trova secondo, davanti a Bottas e l'inglese. Nuovamente, al trentanovesimo giro, Bottas cede la posizione a Hamilton. Quest'ultimo si avvicina molto a Verstappen negli ultimi giri e prova ad attaccarlo senza sosta. Poco dopo Vettel supera Bottas per il quarto posto. Hamilton finisce la gara sul gradino più basso del podio mentre Bottas termina quinto.
Nelle qualifiche del Gran Premio del Messico Hamilton ottiene la terza posizione dietro alle due Red Bull  mentre Bottas è quinto. Al via della gara Hamilton riesce a superare subito Daniel Ricciardo grazie ad un ottimo spunto al via, mentre il pilota finnico della Mercedes conserva la sua quinta piazza dopo un duello con Vettel durato alcune curve. All'undicesimo giro entrambi i piloti della Stella a tre punte effettuano il pit stop passando alle gomme supersoft. Hamilton rientrato quarto dopo pochi giri dalla sosta riesce a raggiungere e superare Räikkönen che non si è ancora fermato. Sia Hamilton che Bottas però riscontrano grandi difficoltà nella gestione delle gomme. Il britannico viene passato al giro 38 da Vettel. Pochi giri dopo è Ricciardo a prendere la terza posizione su Hamilton che va lungo alla prima curva. Hamilton, con gomme ormai finite, è costretto ad una seconda sosta, che lo fa tornare sesto in pista alle spalle di Bottas e Räikkönen. Anche il finlandese della Mercedes però viene sopravanzato pochi giri dopo dal suo connazionale a causa di un lungo alla prima staccata; anche lui effettua quindi una seconda sosta. Nonostante le gomme più fresche di Räikkönen, Hamilton non riesce a colmare il divario che anzi aumenta. Il pilota britannico conclude la gara quarto anche grazie al ritiro di Ricciardo, mentre Botta finisce sesto doppiato di un giro. Con questo risultato Hamilton si laurea campione del mondo per la quinta volta in carriera eguagliando così Juan Manuel Fangio.
A Interlagos Hamilton conquista la decima pole stagionale superando di pochi millesimi Vettel, mentre Bottas si qualifica terzo. Al via della gara Hamilton riesce a mantenere la testa della gara, mentre Bottas sopravanza Vettel. Il pilota finlandese viene superato da Max Verstappen al nono giro. Poco giri dopo Bottas deve difendersi dagli attacchi del connazionale Räikkönen, riuscendoci fino al cambio gomme, al giro 18; Bottas passa alle mescole medie. Il giro seguente anche Hamilton si ferma ai box per montare, anch'egli, gomme di mescola media. Al trentanovesimo passaggio il pilota olandese della Red Bull sorpassa Hamilton grazie alle sue gomme molto più fresche. Al giro 42 Verstappen subisce un tentativo di sorpasso da parte di Esteban Ocon, doppiato. I due vanno a contatto alla seconda curva, con l'olandese che va in testa coda e danneggia la sua monoposto. Hamilton passa di nuovo al comando. Nel frattempo Bottas cede la sua terza posizione a Räikkönen. Al giro 54 anche Daniel Ricciardo prende la posizione al pilota finlandese della Mercedes che chiude quinto, mentre Hamilton vince la gara. Grazie a questo risultato la Mercedes conquista il quinto titolo consecutivo Mondiale Costruttori, eguagliando così il record della Ferrari per titoli vinti consecutivamente.
Nell'ultima qualifica stagionale la Mercedes monopolizza la prima fila con Hamilton che conquista la sua undicesima pole consecutiva, mentre Bottas è staccato di soli 162 millesimi dal pilota britannico. Al via della gara le posizioni rimangono inalterate. Al sesto giro il pilota inglese approfitta di una Virtual Safety Car per effettuare la sua sosta. Bottas passa quindi al primo posto. Il pilota finlandese si ferma ai box al giro 16. Al giro 33 con la sosta di Daniel Ricciardo Hamilton ritorna al comando della gara. Poche tornate dopo, la vettura di Bottas soffre di problemi tecnici e viene passato da Sebastian Vettel e dai due piloti della Red Bull. Il finlandese è costretto quindi ad una seconda sosta, chiudendo con un altro quinto posto. Hamilton conquista la settantatreesima gara della sua carriera. Hamilton tocca 408 punti in stagione, nuovo record per un pilota nella storia del mondiale.

### Conclusioni
La W09 ha vinto 11 Gran Premi su 21 nel corso della stagione. Il Team ha conquistato 655 punti nella Classifica Costruttori, vincendo il quinto titolo consecutivo con un vantaggio di 84 punti sulla Ferrari, seconda. Per la prima volta dall'avvento della ibrida nel Campionato mondiale di Formula 1 2014, un pilota della Mercedes, Bottas, non vince nessun Gran Premio durante la stagione. La macchina, così come tutte le sue precedenti nell'era Power Unit, si è comunque dimostrata altamente affidabile come dicono anche i numeri: due soli ritiri durante la stagione (Hamilton e Bottas al Gran Premio d'Austria), con 12.478 chilometri percorsi (6356 per Hamilton e 6122 per Bottas) e 2457 giri totali (1255 per Hamilton e 1202 per Bottas).

## Piloti
| Piloti ufficiali       | Piloti ufficiali | Piloti ufficiali |
| Nazione                | Nome             | Numero           |
| ---------------------- | ---------------- | ---------------- |
| Regno Unito (bandiera) | Lewis Hamilton   | 44               |
| Finlandia (bandiera)   | Valtteri Bottas  | 77               |
| Piloti di riserva      |                  |                  |
| Nazione                | Nome             | Numero           |
| Regno Unito (bandiera) | George Russell   | George Russell   |
| Germania (bandiera)    | Pascal Wehrlein  | 94               |

## Risultati in Formula 1
| Anno | Team            | Motore                                         | Gomme | Piloti   |   |   |   |    |   |   |   |   |     |   |   |   |   |   |   |   |   |   |   |   |   | Punti | Pos. |
| ---- | --------------- | ---------------------------------------------- | ----- | -------- | - | - | - | -- | - | - | - | - | --- | - | - | - | - | - | - | - | - | - | - | - | - | ----- | ---- |
| 2018 | Mercedes AMG F1 | Mercedes-AMG F1 M09 EQ Power+ V6 turbo 1600 cc | P     | Hamilton | 2 | 3 | 4 | 1  | 1 | 3 | 5 | 1 | Rit | 2 | 1 | 1 | 2 | 1 | 1 | 1 | 1 | 3 | 4 | 1 | 1 | 655   | 1º   |
| 2018 | Mercedes AMG F1 | Mercedes-AMG F1 M09 EQ Power+ V6 turbo 1600 cc | P     | Bottas   | 8 | 2 | 2 | 14 | 2 | 5 | 2 | 7 | Rit | 4 | 2 | 5 | 4 | 3 | 4 | 2 | 2 | 5 | 5 | 5 | 5 | 655   | 1º   |